# Anthimos Yakoob
Antym (imię świeckie Jack Yakoob, ur. 23 lipca 1974) – duchowny Syryjskiego Kościoła Ortodoksyjnego, od 2019 biskup pomocniczy Patriarchatu Antiocheńskiego odpowiedzialny za instytucje związane z młodzieżą i edukacją religijną.
Sakrę otrzymał 9 marca 2019.